# Joseph Wanag
Joseph Paul Wanag (ur. 2 sierpnia 1966 w Wilton) – amerykański judoka. Olimpijczyk z Barcelony 1992, gdzie zajął 21. miejsce w wadze średniej.
Wicemistrz świata w 1991; uczestnik zawodów w 1987. Startował w Pucharze Świata w 1989, 1992 i 1993. Triumfator igrzysk panamerykańskich w 1991. Trzeci na mistrzostwach panamerykańskich w 1992. Akademicki mistrz świata w 1990; drugi w 1988 roku.

## Letnie Igrzyska Olimpijskie 1992
| Konkurencja | Rundy eliminacyjne      | Klas. końcowa |
| Konkurencja | Przeciwnik I            | Miejsce       |
| ----------- | ----------------------- | ------------- |
| 86 kg       | Adrian Croitoru (ROU) P | 21.           |